# Mamut Jeffersona
Mamut Jeffersona (†Mammuthus columbi jeffersoni) − wymarły ssak z rodziny słoniowatych.

## Opis
Stanowił on prawdopodobnie ostatnie ogniwo ewolucji północnoamerykańskiej gałęzi słoniowatych. Odróżniał się nieco mniejszymi rozmiarami oraz innym kształtem ciosów od typowej formy mamuta kolumbijskiego (M. columbi columbi). Był jednak wyraźnie większy od zasiedlającego te same obszary mamuta włochatego (M. primigenius). Forma ta zasiedlała tereny o bardziej surowych warunkach, północne rejony dzisiejszych Stanów Zjednoczonych, zachodniej Kanady oraz wyspowo niektóre rejony położone bardziej na południe. Istnieją dowody na współistnienie tego mamuta z Paleoindianami. Wśród szczątków zaliczanych do mamuta Jeffersona znaleziono artefakty należące do ludzi kultury Clovis. Najmłodsze szczątki datowane są na ok. 12 tysięcy lat.

## Systematyka
Mamut Jeffersona zaliczany jest przez niektórych badaczy do odrębnego gatunku Mammuthus jeffersoni, jednak prawdopodobnie był to podgatunek mamuta kolumbijskiego (Mammuthus columbi jeffersoni).